# Villiers-les-Hauts
Pour les articles homonymes, voir Villiers.
Villiers-les-Hauts est une commune française située dans le département de l'Yonne en région Bourgogne-Franche-Comté.

## Géographie

### Climat
Pour des articles plus généraux, voir Climat de la Bourgogne-Franche-Comté et Climat de l'Yonne.
En 2010, le climat de la commune est de type climat océanique dégradé des plaines du Centre et du Nord, selon une étude du Centre national de la recherche scientifique s'appuyant sur une série de données couvrant la période 1971-2000. En 2020, Météo-France publie une typologie des climats de la France métropolitaine dans laquelle la commune est exposée à un climat océanique altéré et est dans la région climatique  Lorraine, plateau de Langres, Morvan, caractérisée par un hiver rude (1,5 °C), des vents modérés et des brouillards fréquents en automne et hiver.
Pour la période 1971-2000, la température annuelle moyenne est de 10,3 °C, avec une amplitude thermique annuelle de 15,7 °C. Le cumul annuel moyen de précipitations est de 834 mm, avec 12,2 jours de précipitations en janvier et 8,4 jours en juillet. Pour la période 1991-2020, la température moyenne annuelle observée sur la station météorologique de Météo-France la plus proche, « Noyers_sapc », sur la commune de Noyers à 12 km à vol d'oiseau, est de 11,9 °C et le cumul annuel moyen de précipitations est de 785,9 mm. 
La température maximale relevée sur cette station est de 40,7 °C, atteinte le 24 juillet 2019 ; la température minimale est de −13,4 °C, atteinte le 7 février 2012,,.
Les paramètres climatiques de la commune ont été estimés pour le milieu du siècle (2041-2070) selon différents scénarios d'émission de gaz à effet de serre à partir des nouvelles projections climatiques de référence DRIAS-2020. Ils sont consultables sur un site dédié publié par Météo-France en novembre 2022.

## Urbanisme

### Typologie
Au 1er janvier 2024, Villiers-les-Hauts est catégorisée commune rurale à habitat dispersé, selon la nouvelle grille communale de densité à sept niveaux définie par l'Insee en 2022.
Elle est située hors unité urbaine et hors attraction des villes,.

### Occupation des sols
L'occupation des sols de la commune, telle qu'elle ressort de la base de données européenne d’occupation biophysique des sols Corine Land Cover (CLC), est marquée par l'importance des territoires agricoles (65,7 % en 2018), en diminution par rapport à 1990 (67,2 %). La répartition détaillée en 2018 est la suivante : 
terres arables (63,8 %), forêts (32,8 %), prairies (1,8 %), zones urbanisées (1,5 %). L'évolution de l’occupation des sols de la commune et de ses infrastructures peut être observée sur les différentes représentations cartographiques du territoire : la carte de Cassini (XVIIIe siècle), la carte d'état-major (1820-1866) et les cartes ou photos aériennes de l'IGN pour la période actuelle (1950 à aujourd'hui).

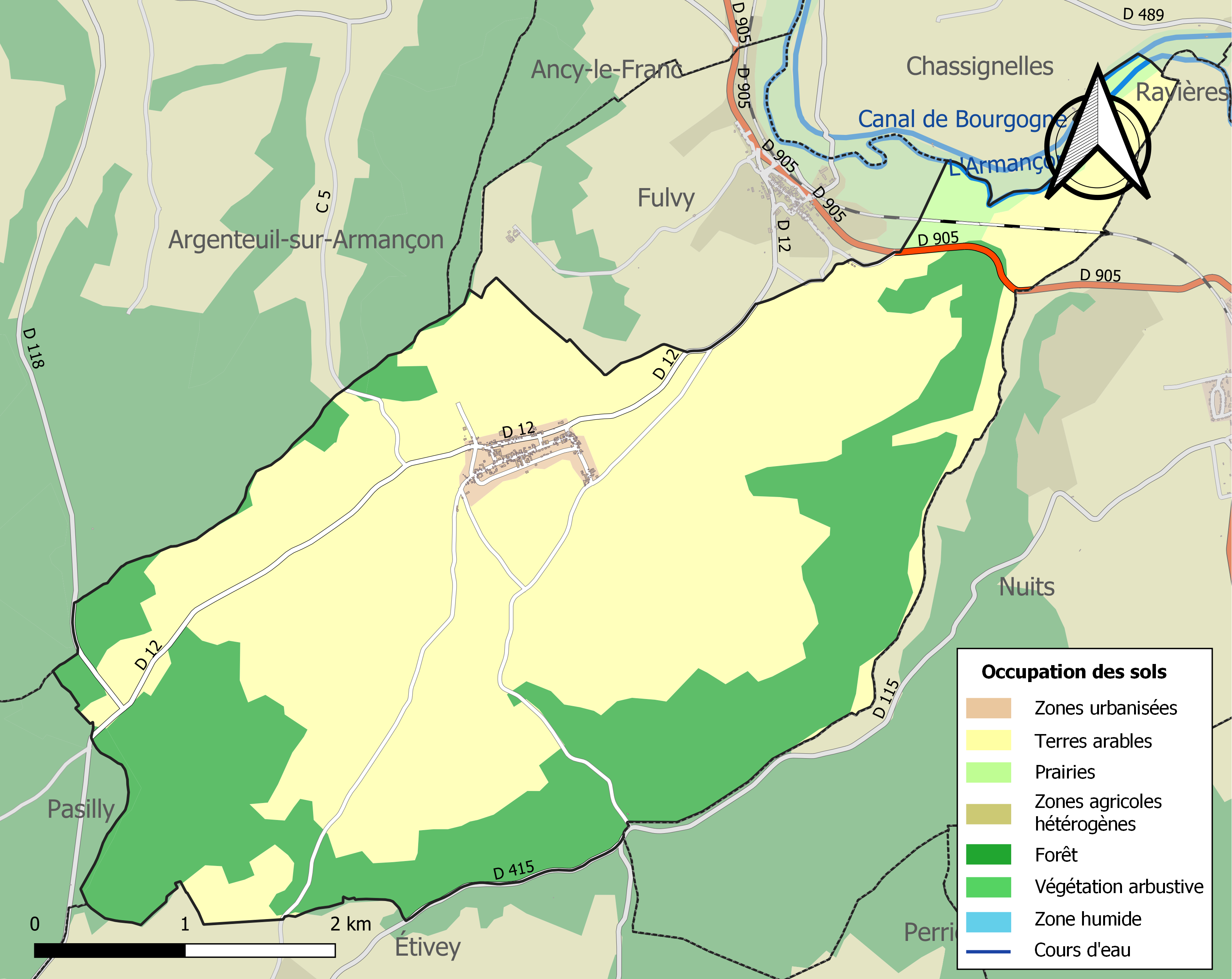
Carte des infrastructures et de l'occupation des sols de la commune en 2018 (CLC).

## Histoire
Nom d'origine romaine : Villare in Altis ou Villare Altum.
On a découvert, en creusant dans le cimetière un mur dont les pierres étaient liées par du ciment romain. Le nom du village a peut-être pour étymologie ".Villare in Altis"., nom qui figure dans les Commentaires de César. On peut deviner une voie romaine allant de Sens à Alise.
En janvier 1296, Anseau, seigneur de Trainel et de la Villeneuve (-aux-Riches-Hommes) signale avoir acquis du duc de Bourgogne divers biens, dont ceux de Villiers-les-Hauts, moyennant 4.000 livres.
Une famille tenant le rang d'écuyer porte le nom du lieu en 1310 et 1336. Elle déteint des biens à Senevoy et au Coing (1310) et un fief aux Riceys (1317). En 1336, le chevalier Renaud de Villiers-les-Hauts doit un mois de garde au château de Noyers du chef de ce qu'il a acheté à Villiers-les-Hauts à l'écuyer Guillaume Fichert. Son sceau figure alors deux lions, l'un au-dessus de l'autre.
La terre et seigneurie de Villiers-les-Hauts est divisée en quatre quarts en 1432 : 
- le quart appartenant au duc de Bourgogne, et ce dès 1305, relevant de la châtellenie de Châtel-Gérard, rituellement laissé en viager à des serviteurs du duc (en 1305 Pierre dit Verron valant 50 livrées de terres ; en 1317 Etienne Chevillard, écuyer et valet du duc 1317),
- le quart appartenant l'abbaye de Monstier-Saint-Jean, 
- le quart de Philippe de Bousseval comprenant la place, le châtel et maison-forte (cette famille a possédé Nuits), 
- le quart de l'écuyer Jean Davelly (originaire de la vallée de la Vanne entre Sens et Troyes ?) époux de demoiselle Linguete de Sautour.
Rapidement, le duc affranchit les 24 feux de son lot le 10 mai 1432, dont 10 étaient déjà "abonnés". En retour, les ménages les plus modestes sont taxés à 15 deniers tournois et les plus riches à 106 gros. En cas de non-paiement, les débiteurs redeviendront main-mortables. Puis le 30 janvier 1437, le gruyer du duc donne aux habitants le droit d'usage dans le bois dit du Buisson joignant le Bois de Reppe contre 10 deniers de rente.
Villiers-les-Hauts était un fief relevant de la châtellenie de Châtel Gérard. La maison forte existait au XVe siècle. Le village et le château furent incendiés par Fortépice en 1432. Le château fut rebâti au XVIIe siècle par la famille Oudry.
La demeure seigneuriale est en partie de reste, c'est aujourd'hui une ferme. Il existe dans cette ferme l'entrée d'un souterrain qui, selon toute vraisemblance, aboutissait à Fulvy, où des traces étaient encore visibles dans les années cinquante.
La famille Le Cosquyno, originaire d'Ancy-le-Franc, parvint à posséder la seigneurie de Fulvy. En 1691, une demoiselle Le Cosquyno apporta en dot une partie de Fulvy à son époux Antoine de l'Escluse, seigneur de Villiers-les-Hauts. Par suite de mariages successifs, les descendants des Le Cosquyno s'allièrent à la famille de Pampelune. Un descendant fut Étienne Lenis de Pampelune de Grenouilly. Il est né à Villiers-les-Hauts, y a passé son enfance et fut seigneur de ce lieu.
Étienne Lenis de Pampelune fut chevau-léger de la garde du roi de France Louis XV et écuyer cavalcadeur commandant les écuries de Marie-Josèphe de Saxe, épouse du dauphin et mère de Louis XVI, puis plus tard de Marie-Antoinette, reine de France.
En 1842, la famille seigneuriale (dernière volonté de Mme Jacquinot de Pampelune de Genouilly) avait fait à l'hôpital de Tonnerre un don de 20 000 francs. Cette somme devait permettre à la commune de Fulvy d'une part et à celle de Villiers-les-Hauts d'autre part, d'occuper un lit au dit hôpital. Le 18 juin 1847, le receveur de l'hospice de Tonnerre put toucher les 20 000 francs convenus soit 5 ans après la lecture du testament. À une époque où les indigents n'étaient pas rares, la commune de Villiers-les-Hauts a largement bénéficié de cette facilité. Et de son côté, l'hôpital a respecté les clauses de ce don jusqu'en 1939. Les malades indigents de Villiers-les-Hauts furent reçus à l'hôpital et gardés sans limitation de durée, et sans aucune demande de fonds à la commune.
Quelques événements marquants dans la vie du village :
- 1712 : un homme est tué par la foudre en sonnant les cloches.
- 5 mars 1754 : bénédiction du tabernacle et de toutes les figures nouvellement construites de l'église
- 1779 : bénédiction des deux cloches.
- 1791 : l'abbé Ravier est condamné à la déportation en 1791 par le tribunal de Tonnerre pour avoir dans son serment assorti trop de réserve à la Révolution. Il est démis de ses fonctions de maire du village. Il s'enfuit à Constance en Allemagne, et envoie une longue lettre aux habitants de Villiers-les-Hauts "les exhortant à rester dans la foi catholique". Il rentre et se réinstalle dans ses fonctions en 1797.
- 1822 : "Sa majesté Louis XVIII par ordonnance du mois de mars présente année a autorisé la vente de 48 ha de bois de Réserve appartenant à la commune".

## Politique et administration

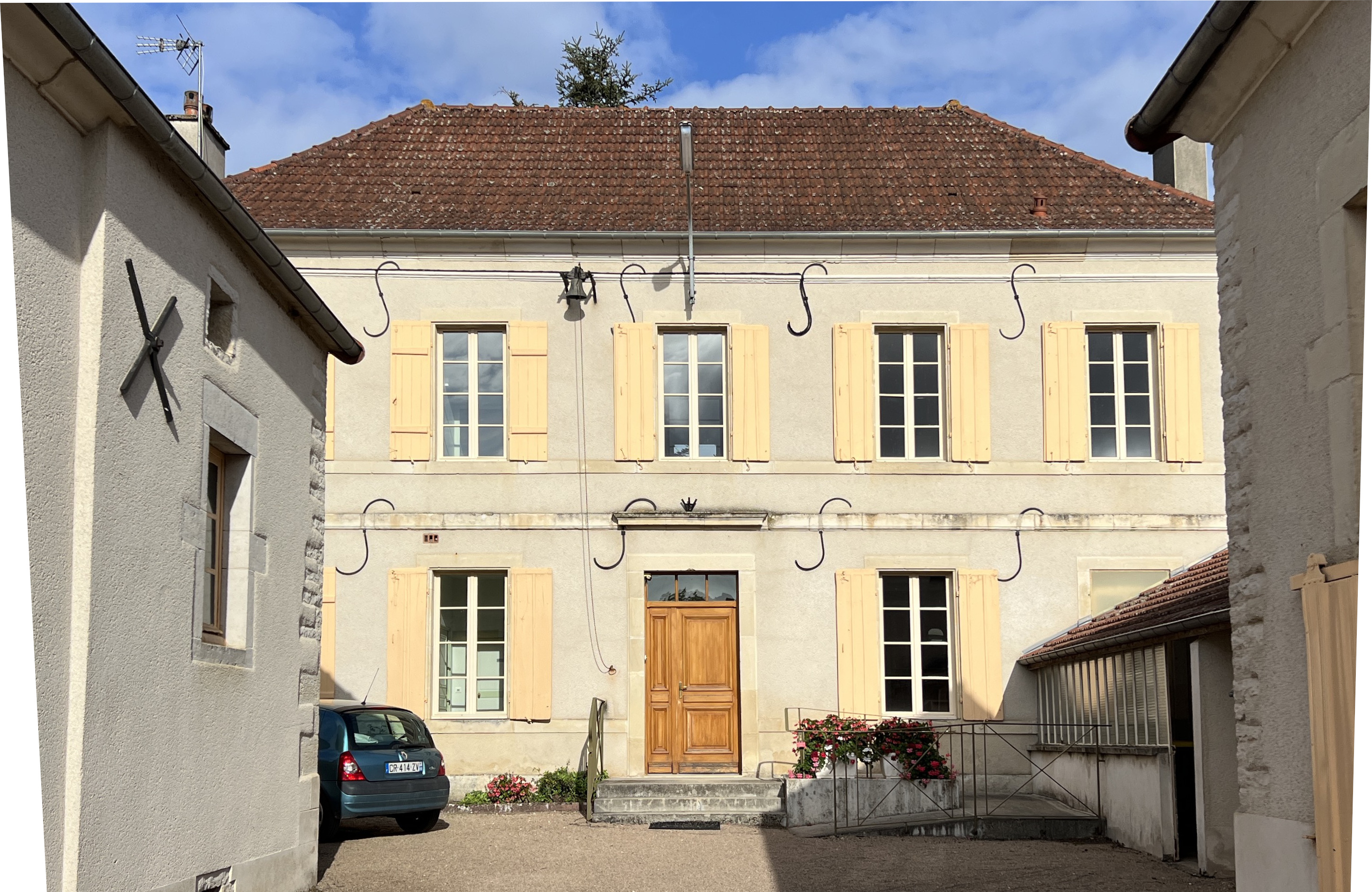
Mairie.

### Administration municipale
Le nombre d'habitants de la commune étant compris entre 100 et 499, le nombre de membres du conseil municipal est de 11.

### Liste des maires
| Période    | Période | Identité        | Étiquette | Qualité |
| ---------- | ------- | --------------- | --------- | ------- |
|            |         |                 |           |         |
| avant 2007 |         | Jacques Bercier |           |         |

## Démographie
L'évolution du nombre d'habitants est connue à travers les recensements de la population effectués dans la commune depuis 1793. Pour les communes de moins de 10 000 habitants, une enquête de recensement portant sur toute la population est réalisée tous les cinq ans, les populations de référence des années intermédiaires étant quant à elles estimées par interpolation ou extrapolation. Pour la commune, le premier recensement exhaustif entrant dans le cadre du nouveau dispositif a été réalisé en 2006.

En 2022, la commune comptait 125 habitants, en évolution de −1,57 % par rapport à 2016 (Yonne : −1,95 %, France hors Mayotte : +2,11 %).
| 1793 | 1800 | 1806 | 1821 | 1831 | 1836 | 1841 | 1846 | 1851 |
| ---- | ---- | ---- | ---- | ---- | ---- | ---- | ---- | ---- |
| 529  | 538  | 531  | 452  | 432  | 401  | 393  | 370  | 366  |

| 1856 | 1861 | 1866 | 1872 | 1876 | 1881 | 1886 | 1891 | 1896 |
| ---- | ---- | ---- | ---- | ---- | ---- | ---- | ---- | ---- |
| 360  | 345  | 369  | 350  | 347  | 345  | 350  | 322  | 303  |

| 1901 | 1906 | 1911 | 1921 | 1926 | 1931 | 1936 | 1946 | 1954 |
| ---- | ---- | ---- | ---- | ---- | ---- | ---- | ---- | ---- |
| 286  | 289  | 272  | 251  | 245  | 232  | 205  | 186  | 197  |

| 1962 | 1968 | 1975 | 1982 | 1990 | 1999 | 2006 | 2011 | 2016 |
| ---- | ---- | ---- | ---- | ---- | ---- | ---- | ---- | ---- |
| 168  | 172  | 150  | 155  | 171  | 143  | 144  | 155  | 127  |

| 2021 | 2022 | - | - | - | - | - | - | - |
| ---- | ---- | - | - | - | - | - | - | - |
| 124  | 125  | - | - | - | - | - | - | - |

## Lieux et monuments
- Lavoir.
- Église Saint-Maurice de Villiers-les-Hauts (XIIe), inscrite en 1988[21].

## Personnalités liées à la commune
Jehan de Valentigny. De noblesse champenoise (du ci-devant comté de Rosnay), époux de Catherine Le Gras, fille d'un des plus riches bourgeois de la cité de Troyes, il est seigneur de Villiers-les-Hauts en 1405. Écuyer en 1384 et 1400. Il décède entre 1432 et 1437. En 1405, il expertise les travaux nécessaires à une défense sérieuse de la ville de Chablis. Sa femme, entrée dans Troyes avec deux autres épouses de Bourguignons, est dénoncée au conseil de ville de Troyes qui prend la décision de les faire sortir sur le champ, la cité tenant depuis 1429 le parti de Charles VII. Son beau-frère, Nicolas de Fontenay (+1396), est devenu sur la fin de sa vie, un des principaux fonctionnaires des Finances du duc de Bourgogne, et son neveu Pierre de Fontenay le maître d'hôtel du duc de Bedford, régent du royaume de France pour le roi d'Angleterre.

## Pour approfondir